# Baziège
Baziège (okzitanisch: Basièja) ist eine französische Gemeinde mit 3590 Einwohnern (Stand: 1. Januar 2022) im Département Haute-Garonne in der Region Okzitanien (zuvor Midi-Pyrénées). Sie gehört zum Arrondissement Toulouse und zum Kanton Escalquens. Die Einwohner werden Baziégeois(es) genannt.

## Geographie
Baziège liegt etwa 24 Kilometer südöstlich von Toulouse in der Landschaft Lauragais. Der Fluss Hers-Mort durchquert die Gemeinde. Umgeben wird Baziège von den Nachbargemeinden Fourquevaux im Norden, Labastide-Beauvoir im Nordosten, Mauremont im Osten, Villenouvelle im Südosten, Montesquieu-Lauragais im Süden, Ayguesvives im Südwesten, Montgiscard im Westen und Montlaur im Nordwesten.

## Verkehr
Durch den Ort führt die Via Tolosana, eine Variante des Jakobswegs, sowie die frühere Route nationale 113 (heutige D813). Der Bahnhof der Gemeinde liegt an der Bahnstrecke Bordeaux–Sète und wird im Regionalverkehr mit TER-Zügen bedient.

## Geschichte
1219 kam es hier während des Kreuzzugs gegen die Albigenser zu einer Schlacht, die mit einer Niederlage der Kreuzzügler endete.

### Bevölkerungsentwicklung
| Jahr                       | 1962 | 1968 | 1975 | 1982 | 1990 | 1999 | 2006 | 2017 | 2020 |
| Einwohner                  | 1146 | 1194 | 1280 | 1648 | 1874 | 2196 | 3031 | 3346 | 3456 |
| Quellen: Cassini und INSEE |      |      |      |      |      |      |      |      |      |

## Sehenswürdigkeiten
- Kirche Saint-Étienne, Monument historique seit 1950
- Kirche Saint-Eutrope im Ortsteil Sainte-Colombe, Monument historique seit 1986
- Wasserwerk

Siehe auch: Liste der Monuments historiques in Baziège

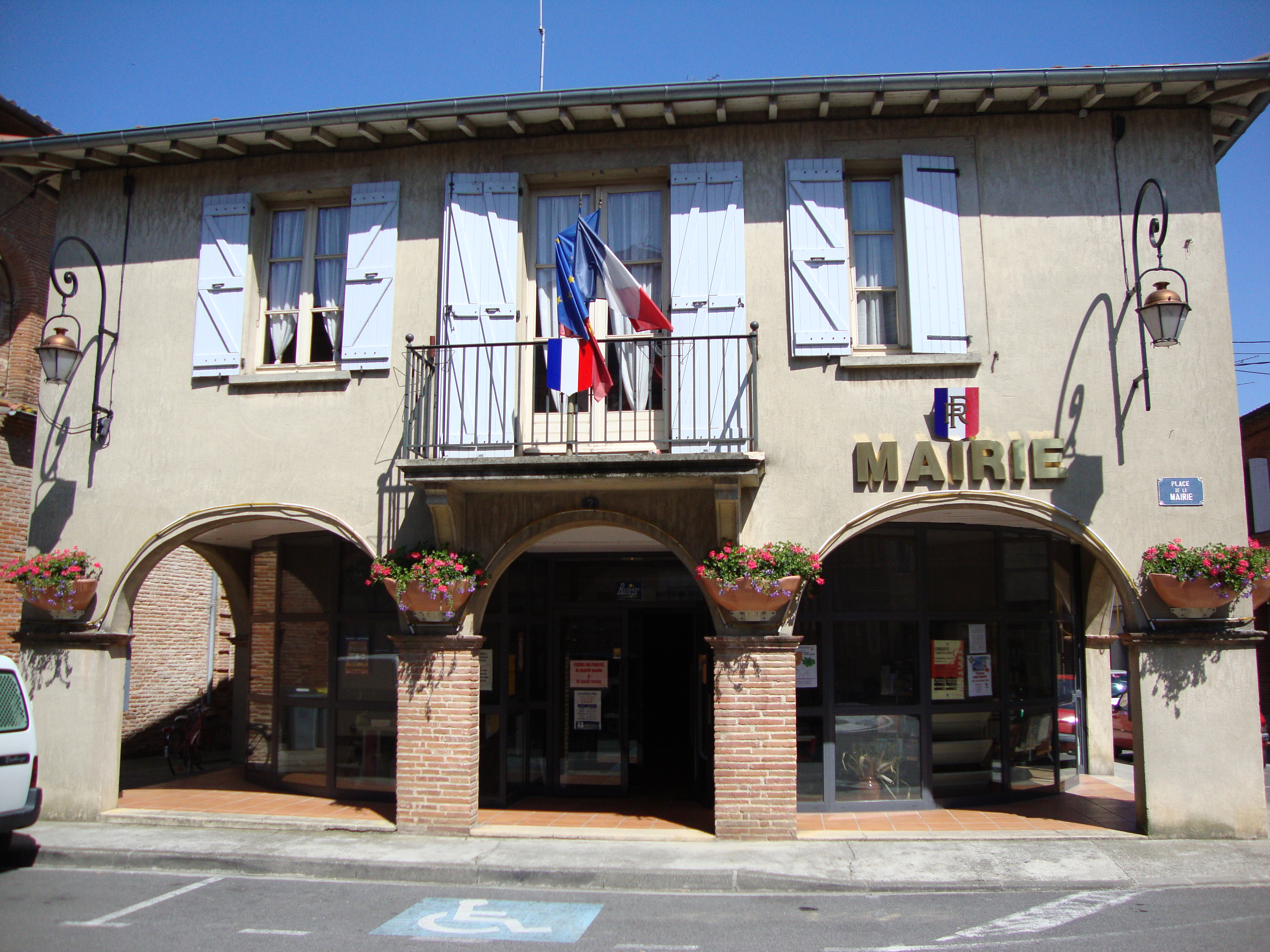
Mairie (Rathaus)
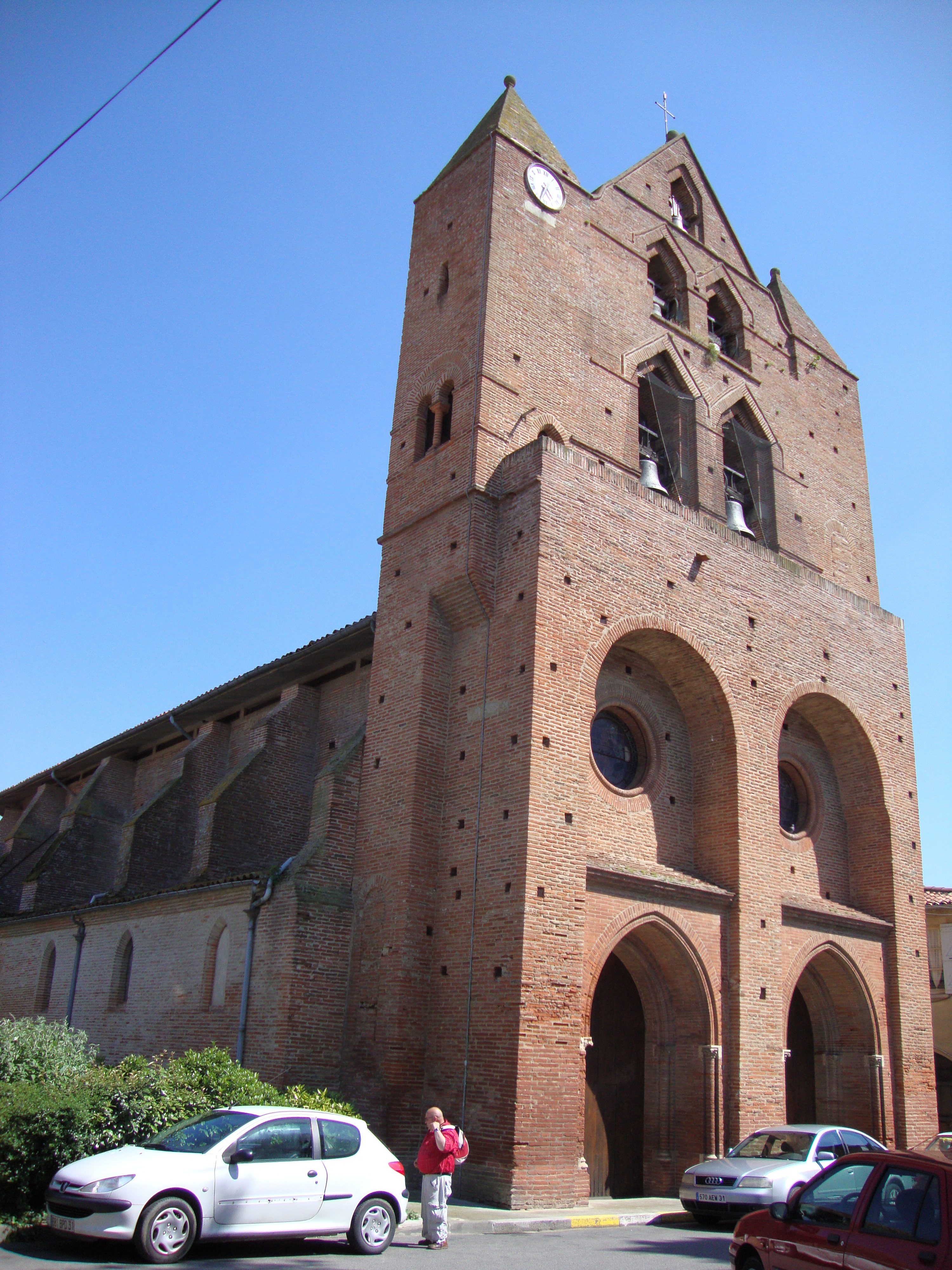
Kirche Saint-Étienne
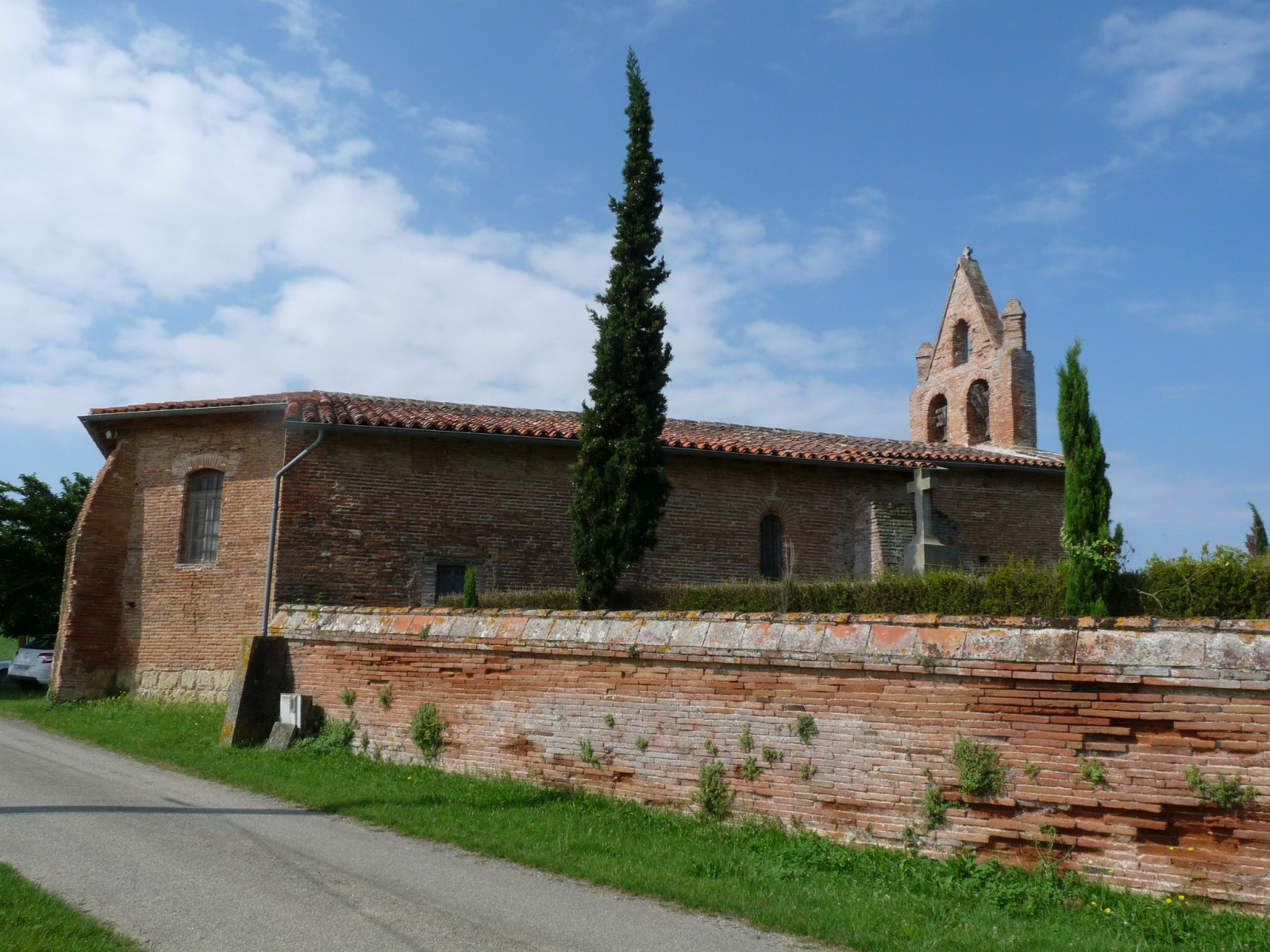
Kirche Saint-Eutrope